# Shrek 4-D
Shrek 4-D is een korte filmattractie uit 2003 in Universal Studios Hollywood (Universal City, Verenigde Staten), Universal Studios Florida (Orlando (Florida), Verenigde Staten), Universal Studios Japan (Osaka, Japan), Movie Park Germany (Bottrop, Duitsland) en Warner Bros. Movie World in Australië. In 2010 opende hij ook in Singapore. In deze attractie verscheen voor het eerst de korte film The Ghost of Lord Farquaad

## De 4D Show
Deze show gaat over de gebeurtenissen na de eerste Shrek-film. Hierin ontvoert de geest van prins Lord Farquaad Prinses Fiona. Daarna moeten Shrek en Donkey (Ezel) haar gaan redden.
Hoewel de film in 3D is, is de attractie in 4D, dat betekent dat als men in deze attractie zit ook voelt wat er op het scherm gebeurt.

Bijvoorbeeld: Als Donkey in de film niest krijgt het publiek een nevel van water over zich heen.
Sinds 2012 is in Movie Park Germany Shrek 4-D vervangen door Ice Age 4-D.
Op 13 augustus 2017 sloot de Universal Hollywood versie van de attractie, en op 10 januari 2022 sloot de attractie in Orlando. 

## Trivia
- In Florida heeft deze show Alfred Hitchcock: The Art of Making Movies vervangen. In Californië verving hij de Rugrats Magic Adventure.
- In Duitsland verving hij Spongebob 4-D.